# Dicranolepis pulcherrima
Dicranolepis pulcherrima är en tibastväxtart som beskrevs av Ernest Friedrich Gilg. Dicranolepis pulcherrima ingår i släktet Dicranolepis och familjen tibastväxter. Inga underarter finns listade i Catalogue of Life.